# 東金井町
東金井町（ひがしかないちょう）は、群馬県太田市にある地名（町丁）。郵便番号は373-0022。

## 概要
韮川地区にある町丁。

## 地理

### 近隣町丁
- 東今泉町
- 長手町
- 金山町
- 熊野町
- 東長岡町
- 安良岡町
- 上小林町

## 世帯数と人口
2022年（令和4年）3月31日現在の世帯数と人口は以下の通りである。
| 町丁     | 世帯数  | 人口   |
| -------- | ------- | ------ |
| 東金井町 | 778世帯 | 1735人 |

## 交通

### 鉄道
町内に鉄道は通っていない。

### 道路
- 国道407号
- 国道122号
- 群馬県道316号太田桐生線

## 施設
- ローソン太田東金井店